# Always Guaranteed
Az Always Guaranteed című nagylemez Cliff Richard brit énekes 51. albuma, amely 1987 szeptemberében jelent meg. A lemez anyagát 1986-ban rögzítették az R.G. Jones Stúdióban, Wimbledonban. Az albumnak nagyon nagy sikere volt, ez Cliff Richard egyik legnagyobb példányszámban eladott lemeze 1,3 millió kópiával. 5-szörös platinalemez lett Angliában, az 5. helyezést érte el a brit slágerlistán.
Cliff Richard 30 évvel az első sikerei után is képes volt arra, hogy olyan zenei anyagot hozzon létre, amellyel felkerülhetett a slágerlista elejére. A lemezről 4 dal lett kislemez: a Some People (3. lett a slágerlistán), a My Pretty One (6. lett), a Remember Me és a Two Hearts.

## Dalok listája
| #   | Cím                       | Szerzők                           | Hossz |
| --- | ------------------------- | --------------------------------- | ----- |
| 1.  | One Night                 | Alan Tarney                       | 4:31  |
| 2.  | Once Upon a Time          | Alan Tarney                       | 4:34  |
| 3.  | Some People               | Alan Tarney                       | 3:52  |
| 4.  | Forever                   | Alan Tarney                       | 4:03  |
| 5.  | Two Hearts                | Alan Tarney                       | 4:10  |
| 6.  | Under Your Spell          | Chris Eaton                       | 4:20  |
| 7.  | This Time Now             | Alan Tarney                       | 3:59  |
| 8.  | My Pretty One             | Alan Tarney                       | 3:58  |
| 9.  | Remember Me               | Alan Tarney                       | 3:54  |
| 10. | Always Guaranteed         | Alan Tarney                       | 4:40  |
| 11. | Under The Gun             | J.D. Martin, James Andrew Rushing | 4:13  |
| 12. | Brave New World           | Alan Tarney                       | 4:19  |
| 13. | Wild Geese                | Jon Sweet, Rod Trott              | 4:39  |
| 14. | Love Ya                   | Cliff Richard                     | 3:28  |
| 15. | One Time Lover Man        | Cliff Richard                     | 3:31  |
| 16. | Another Christmas Day     | Cliff Richard                     | 3:08  |
| 17. | Yesterday, Today, Forever | Cliff Richard                     | 3:36  |
| 18. | Reunion of the Heart      | Maldwyn Pope                      | 4:24  |

## Helyezések
| Megjelenés dátuma | Kislemez címe     | Kislemez címe     | Kislemez címe     | Kislemez címe     | Kislemez címe     | Kislemez címe     | Kislemez címe     | Kislemez címe     | Kislemez címe     | Kislemez címe     | Kislemez címe     | Kislemez címe     | Kislemez címe     | Kislemez címe     | Kislemez címe     | Kislemez címe     | Kislemez címe     | Kislemez címe     | Kislemez címe     | Kislemez címe     | Kislemez címe     | Kislemez címe     | Kislemez címe     | Kislemez címe     | Kislemez címe     | Kislemez címe     | Kislemez címe     | Kislemez címe     | Kislemez címe     | Kislemez címe     | Kislemez címe     | Kislemez címe     | Kislemez címe     | Kislemez címe     | Kislemez címe     | Kislemez címe     | Kislemez címe     | Kislemez címe     | Kislemez címe     | Kislemez címe     | Kislemez címe     | Kislemez címe     | Kislemez címe     | Kislemez címe     | Kislemez címe     | Kislemez címe     | Kislemez címe     | Kislemez címe     | Kislemez címe     | Kislemez címe     | Kislemez címe     | Kislemez címe     | Kislemez címe     | Kislemez címe     | Kislemez címe     | Kislemez címe     | Kislemez címe     | Kislemez címe     | Kislemez címe     | Kislemez címe     | Kislemez címe     | Kislemez címe     | Kislemez címe     | Kislemez címe     | Kislemez címe     | Kislemez címe     | Kislemez címe     | Kislemez címe     | Kislemez címe     | Kislemez címe     | Kislemez címe     | Kislemez címe     | Kislemez címe     | Kislemez címe     | Kislemez címe     | Kislemez címe     | Kislemez címe     | Kislemez címe     | Kislemez címe     | Kislemez címe     | Kislemez címe     | Kislemez címe     | Kislemez címe     | Kislemez címe     | Kislemez címe     | Kislemez címe     | Kislemez címe     | Kislemez címe     | Kislemez címe     | Kislemez címe     | Kislemez címe     | Kislemez címe     | Kislemez címe     | Kislemez címe     | Kislemez címe     | Kislemez címe     | Kislemez címe     | Kislemez címe     | Kislemez címe     | Kislemez címe     | Kislemez címe     | Kislemez címe     | Kislemez címe     | Kislemez címe     | Kislemez címe     | Kislemez címe     | Kislemez címe     | Kislemez címe     | Kislemez címe     | Kislemez címe     | Kislemez címe     | Kislemez címe     | Kislemez címe     | Kislemez címe     | Kislemez címe     | Kislemez címe     | Kislemez címe     | Kislemez címe     | Kislemez címe     | Kislemez címe     | Kislemez címe     | Kislemez címe     | Kislemez címe     | Kislemez címe     | Kislemez címe     | Kislemez címe     | Kislemez címe     | Kislemez címe     | Kislemez címe     | Kislemez címe     | Kislemez címe     | Kislemez címe     | Kislemez címe     | Kislemez címe     | Kislemez címe     | UK Helyezések | USA Helyezések | Ausztrália Helyezések | Írország Helyezések |
| ----------------- | ----------------- | ----------------- | ----------------- | ----------------- | ----------------- | ----------------- | ----------------- | ----------------- | ----------------- | ----------------- | ----------------- | ----------------- | ----------------- | ----------------- | ----------------- | ----------------- | ----------------- | ----------------- | ----------------- | ----------------- | ----------------- | ----------------- | ----------------- | ----------------- | ----------------- | ----------------- | ----------------- | ----------------- | ----------------- | ----------------- | ----------------- | ----------------- | ----------------- | ----------------- | ----------------- | ----------------- | ----------------- | ----------------- | ----------------- | ----------------- | ----------------- | ----------------- | ----------------- | ----------------- | ----------------- | ----------------- | ----------------- | ----------------- | ----------------- | ----------------- | ----------------- | ----------------- | ----------------- | ----------------- | ----------------- | ----------------- | ----------------- | ----------------- | ----------------- | ----------------- | ----------------- | ----------------- | ----------------- | ----------------- | ----------------- | ----------------- | ----------------- | ----------------- | ----------------- | ----------------- | ----------------- | ----------------- | ----------------- | ----------------- | ----------------- | ----------------- | ----------------- | ----------------- | ----------------- | ----------------- | ----------------- | ----------------- | ----------------- | ----------------- | ----------------- | ----------------- | ----------------- | ----------------- | ----------------- | ----------------- | ----------------- | ----------------- | ----------------- | ----------------- | ----------------- | ----------------- | ----------------- | ----------------- | ----------------- | ----------------- | ----------------- | ----------------- | ----------------- | ----------------- | ----------------- | ----------------- | ----------------- | ----------------- | ----------------- | ----------------- | ----------------- | ----------------- | ----------------- | ----------------- | ----------------- | ----------------- | ----------------- | ----------------- | ----------------- | ----------------- | ----------------- | ----------------- | ----------------- | ----------------- | ----------------- | ----------------- | ----------------- | ----------------- | ----------------- | ----------------- | ----------------- | ----------------- | ----------------- | ----------------- | ----------------- | ------------- | -------------- | --------------------- | ------------------- |
| 1987. augusztus   | Some People       | Some People       | Some People       | Some People       | Some People       | Some People       | Some People       | Some People       | Some People       | Some People       | Some People       | Some People       | Some People       | Some People       | Some People       | Some People       | Some People       | Some People       | Some People       | Some People       | Some People       | Some People       | Some People       | Some People       | Some People       | Some People       | Some People       | Some People       | Some People       | Some People       | Some People       | Some People       | Some People       | Some People       | Some People       | Some People       | Some People       | Some People       | Some People       | Some People       | Some People       | Some People       | Some People       | Some People       | Some People       | Some People       | Some People       | Some People       | Some People       | Some People       | Some People       | Some People       | Some People       | Some People       | Some People       | Some People       | Some People       | Some People       | Some People       | Some People       | Some People       | Some People       | Some People       | Some People       | Some People       | Some People       | Some People       | Some People       | Some People       | Some People       | Some People       | Some People       | Some People       | Some People       | Some People       | Some People       | Some People       | Some People       | Some People       | Some People       | Some People       | Some People       | Some People       | Some People       | Some People       | Some People       | Some People       | Some People       | Some People       | Some People       | Some People       | Some People       | Some People       | Some People       | Some People       | Some People       | Some People       | Some People       | Some People       | Some People       | Some People       | Some People       | Some People       | Some People       | Some People       | Some People       | Some People       | Some People       | Some People       | Some People       | Some People       | Some People       | Some People       | Some People       | Some People       | Some People       | Some People       | Some People       | Some People       | Some People       | Some People       | Some People       | Some People       | Some People       | Some People       | Some People       | Some People       | Some People       | Some People       | Some People       | Some People       | Some People       | Some People       | Some People       | Some People       | 3             | -              | -                     | -                   |
| 1987. június      | My Pretty One     | My Pretty One     | My Pretty One     | My Pretty One     | My Pretty One     | My Pretty One     | My Pretty One     | My Pretty One     | My Pretty One     | My Pretty One     | My Pretty One     | My Pretty One     | My Pretty One     | My Pretty One     | My Pretty One     | My Pretty One     | My Pretty One     | My Pretty One     | My Pretty One     | My Pretty One     | My Pretty One     | My Pretty One     | My Pretty One     | My Pretty One     | My Pretty One     | My Pretty One     | My Pretty One     | My Pretty One     | My Pretty One     | My Pretty One     | My Pretty One     | My Pretty One     | My Pretty One     | My Pretty One     | My Pretty One     | My Pretty One     | My Pretty One     | My Pretty One     | My Pretty One     | My Pretty One     | My Pretty One     | My Pretty One     | My Pretty One     | My Pretty One     | My Pretty One     | My Pretty One     | My Pretty One     | My Pretty One     | My Pretty One     | My Pretty One     | My Pretty One     | My Pretty One     | My Pretty One     | My Pretty One     | My Pretty One     | My Pretty One     | My Pretty One     | My Pretty One     | My Pretty One     | My Pretty One     | My Pretty One     | My Pretty One     | My Pretty One     | My Pretty One     | My Pretty One     | My Pretty One     | My Pretty One     | My Pretty One     | My Pretty One     | My Pretty One     | My Pretty One     | My Pretty One     | My Pretty One     | My Pretty One     | My Pretty One     | My Pretty One     | My Pretty One     | My Pretty One     | My Pretty One     | My Pretty One     | My Pretty One     | My Pretty One     | My Pretty One     | My Pretty One     | My Pretty One     | My Pretty One     | My Pretty One     | My Pretty One     | My Pretty One     | My Pretty One     | My Pretty One     | My Pretty One     | My Pretty One     | My Pretty One     | My Pretty One     | My Pretty One     | My Pretty One     | My Pretty One     | My Pretty One     | My Pretty One     | My Pretty One     | My Pretty One     | My Pretty One     | My Pretty One     | My Pretty One     | My Pretty One     | My Pretty One     | My Pretty One     | My Pretty One     | My Pretty One     | My Pretty One     | My Pretty One     | My Pretty One     | My Pretty One     | My Pretty One     | My Pretty One     | My Pretty One     | My Pretty One     | My Pretty One     | My Pretty One     | My Pretty One     | My Pretty One     | My Pretty One     | My Pretty One     | My Pretty One     | My Pretty One     | My Pretty One     | My Pretty One     | My Pretty One     | My Pretty One     | My Pretty One     | My Pretty One     | My Pretty One     | My Pretty One     | My Pretty One     | 6             | -              | -                     | -                   |
| 1987. október     | Remember Me       | Remember Me       | Remember Me       | Remember Me       | Remember Me       | Remember Me       | Remember Me       | Remember Me       | Remember Me       | Remember Me       | Remember Me       | Remember Me       | Remember Me       | Remember Me       | Remember Me       | Remember Me       | Remember Me       | Remember Me       | Remember Me       | Remember Me       | Remember Me       | Remember Me       | Remember Me       | Remember Me       | Remember Me       | Remember Me       | Remember Me       | Remember Me       | Remember Me       | Remember Me       | Remember Me       | Remember Me       | Remember Me       | Remember Me       | Remember Me       | Remember Me       | Remember Me       | Remember Me       | Remember Me       | Remember Me       | Remember Me       | Remember Me       | Remember Me       | Remember Me       | Remember Me       | Remember Me       | Remember Me       | Remember Me       | Remember Me       | Remember Me       | Remember Me       | Remember Me       | Remember Me       | Remember Me       | Remember Me       | Remember Me       | Remember Me       | Remember Me       | Remember Me       | Remember Me       | Remember Me       | Remember Me       | Remember Me       | Remember Me       | Remember Me       | Remember Me       | Remember Me       | Remember Me       | Remember Me       | Remember Me       | Remember Me       | Remember Me       | Remember Me       | Remember Me       | Remember Me       | Remember Me       | Remember Me       | Remember Me       | Remember Me       | Remember Me       | Remember Me       | Remember Me       | Remember Me       | Remember Me       | Remember Me       | Remember Me       | Remember Me       | Remember Me       | Remember Me       | Remember Me       | Remember Me       | Remember Me       | Remember Me       | Remember Me       | Remember Me       | Remember Me       | Remember Me       | Remember Me       | Remember Me       | Remember Me       | Remember Me       | Remember Me       | Remember Me       | Remember Me       | Remember Me       | Remember Me       | Remember Me       | Remember Me       | Remember Me       | Remember Me       | Remember Me       | Remember Me       | Remember Me       | Remember Me       | Remember Me       | Remember Me       | Remember Me       | Remember Me       | Remember Me       | Remember Me       | Remember Me       | Remember Me       | Remember Me       | Remember Me       | Remember Me       | Remember Me       | Remember Me       | Remember Me       | Remember Me       | Remember Me       | Remember Me       | Remember Me       | Remember Me       | Remember Me       | Remember Me       | 35            | -              | -                     | -                   |
| 1987. február     | Two Hearts        | Two Hearts        | Two Hearts        | Two Hearts        | Two Hearts        | Two Hearts        | Two Hearts        | Two Hearts        | Two Hearts        | Two Hearts        | Two Hearts        | Two Hearts        | Two Hearts        | Two Hearts        | Two Hearts        | Two Hearts        | Two Hearts        | Two Hearts        | Two Hearts        | Two Hearts        | Two Hearts        | Two Hearts        | Two Hearts        | Two Hearts        | Two Hearts        | Two Hearts        | Two Hearts        | Two Hearts        | Two Hearts        | Two Hearts        | Two Hearts        | Two Hearts        | Two Hearts        | Two Hearts        | Two Hearts        | Two Hearts        | Two Hearts        | Two Hearts        | Two Hearts        | Two Hearts        | Two Hearts        | Two Hearts        | Two Hearts        | Two Hearts        | Two Hearts        | Two Hearts        | Two Hearts        | Two Hearts        | Two Hearts        | Two Hearts        | Two Hearts        | Two Hearts        | Two Hearts        | Two Hearts        | Two Hearts        | Two Hearts        | Two Hearts        | Two Hearts        | Two Hearts        | Two Hearts        | Two Hearts        | Two Hearts        | Two Hearts        | Two Hearts        | Two Hearts        | Two Hearts        | Two Hearts        | Two Hearts        | Two Hearts        | Two Hearts        | Two Hearts        | Two Hearts        | Two Hearts        | Two Hearts        | Two Hearts        | Two Hearts        | Two Hearts        | Two Hearts        | Two Hearts        | Two Hearts        | Two Hearts        | Two Hearts        | Two Hearts        | Two Hearts        | Two Hearts        | Two Hearts        | Two Hearts        | Two Hearts        | Two Hearts        | Two Hearts        | Two Hearts        | Two Hearts        | Two Hearts        | Two Hearts        | Two Hearts        | Two Hearts        | Two Hearts        | Two Hearts        | Two Hearts        | Two Hearts        | Two Hearts        | Two Hearts        | Two Hearts        | Two Hearts        | Two Hearts        | Two Hearts        | Two Hearts        | Two Hearts        | Two Hearts        | Two Hearts        | Two Hearts        | Two Hearts        | Two Hearts        | Two Hearts        | Two Hearts        | Two Hearts        | Two Hearts        | Two Hearts        | Two Hearts        | Two Hearts        | Two Hearts        | Two Hearts        | Two Hearts        | Two Hearts        | Two Hearts        | Two Hearts        | Two Hearts        | Two Hearts        | Two Hearts        | Two Hearts        | Two Hearts        | Two Hearts        | Two Hearts        | Two Hearts        | Two Hearts        | 34            | -              | -                     | -                   |
| Megjelenés dátuma | Album címe        | Album címe        | Album címe        | Album címe        | Album címe        | Album címe        | Album címe        | Album címe        | Album címe        | Album címe        | Album címe        | Album címe        | Album címe        | Album címe        | Album címe        | Album címe        | Album címe        | Album címe        | Album címe        | Album címe        | Album címe        | Album címe        | Album címe        | Album címe        | Album címe        | Album címe        | Album címe        | Album címe        | Album címe        | Album címe        | Album címe        | Album címe        | Album címe        | Album címe        | Album címe        | Album címe        | Album címe        | Album címe        | Album címe        | Album címe        | Album címe        | Album címe        | Album címe        | Album címe        | Album címe        | Album címe        | Album címe        | Album címe        | Album címe        | Album címe        | Album címe        | Album címe        | Album címe        | Album címe        | Album címe        | Album címe        | Album címe        | Album címe        | Album címe        | Album címe        | Album címe        | Album címe        | Album címe        | Album címe        | Album címe        | Album címe        | Album címe        | Album címe        | Album címe        | Album címe        | Album címe        | Album címe        | Album címe        | Album címe        | Album címe        | Album címe        | Album címe        | Album címe        | Album címe        | Album címe        | Album címe        | Album címe        | Album címe        | Album címe        | Album címe        | Album címe        | Album címe        | Album címe        | Album címe        | Album címe        | Album címe        | Album címe        | Album címe        | Album címe        | Album címe        | Album címe        | Album címe        | Album címe        | Album címe        | Album címe        | Album címe        | Album címe        | Album címe        | Album címe        | Album címe        | Album címe        | Album címe        | Album címe        | Album címe        | Album címe        | Album címe        | Album címe        | Album címe        | Album címe        | Album címe        | Album címe        | Album címe        | Album címe        | Album címe        | Album címe        | Album címe        | Album címe        | Album címe        | Album címe        | Album címe        | Album címe        | Album címe        | Album címe        | Album címe        | Album címe        | Album címe        | Album címe        | Album címe        | Album címe        | Album címe        | UK Helyezés   | USA Helyezés   | Ausztrália Helyezés   | Írország Helyezés   |
| 1987. szeptember  | Always Guaranteed | Always Guaranteed | Always Guaranteed | Always Guaranteed | Always Guaranteed | Always Guaranteed | Always Guaranteed | Always Guaranteed | Always Guaranteed | Always Guaranteed | Always Guaranteed | Always Guaranteed | Always Guaranteed | Always Guaranteed | Always Guaranteed | Always Guaranteed | Always Guaranteed | Always Guaranteed | Always Guaranteed | Always Guaranteed | Always Guaranteed | Always Guaranteed | Always Guaranteed | Always Guaranteed | Always Guaranteed | Always Guaranteed | Always Guaranteed | Always Guaranteed | Always Guaranteed | Always Guaranteed | Always Guaranteed | Always Guaranteed | Always Guaranteed | Always Guaranteed | Always Guaranteed | Always Guaranteed | Always Guaranteed | Always Guaranteed | Always Guaranteed | Always Guaranteed | Always Guaranteed | Always Guaranteed | Always Guaranteed | Always Guaranteed | Always Guaranteed | Always Guaranteed | Always Guaranteed | Always Guaranteed | Always Guaranteed | Always Guaranteed | Always Guaranteed | Always Guaranteed | Always Guaranteed | Always Guaranteed | Always Guaranteed | Always Guaranteed | Always Guaranteed | Always Guaranteed | Always Guaranteed | Always Guaranteed | Always Guaranteed | Always Guaranteed | Always Guaranteed | Always Guaranteed | Always Guaranteed | Always Guaranteed | Always Guaranteed | Always Guaranteed | Always Guaranteed | Always Guaranteed | Always Guaranteed | Always Guaranteed | Always Guaranteed | Always Guaranteed | Always Guaranteed | Always Guaranteed | Always Guaranteed | Always Guaranteed | Always Guaranteed | Always Guaranteed | Always Guaranteed | Always Guaranteed | Always Guaranteed | Always Guaranteed | Always Guaranteed | Always Guaranteed | Always Guaranteed | Always Guaranteed | Always Guaranteed | Always Guaranteed | Always Guaranteed | Always Guaranteed | Always Guaranteed | Always Guaranteed | Always Guaranteed | Always Guaranteed | Always Guaranteed | Always Guaranteed | Always Guaranteed | Always Guaranteed | Always Guaranteed | Always Guaranteed | Always Guaranteed | Always Guaranteed | Always Guaranteed | Always Guaranteed | Always Guaranteed | Always Guaranteed | Always Guaranteed | Always Guaranteed | Always Guaranteed | Always Guaranteed | Always Guaranteed | Always Guaranteed | Always Guaranteed | Always Guaranteed | Always Guaranteed | Always Guaranteed | Always Guaranteed | Always Guaranteed | Always Guaranteed | Always Guaranteed | Always Guaranteed | Always Guaranteed | Always Guaranteed | Always Guaranteed | Always Guaranteed | Always Guaranteed | Always Guaranteed | Always Guaranteed | Always Guaranteed | Always Guaranteed | Always Guaranteed | Always Guaranteed | Always Guaranteed | 5             | -              | 6                     | -                   |

## Minősítés
| Minősítés                        | Eladás  |
| -------------------------------- | ------- |
| Egyesült Királyság: platinalemez | 500.000 |
| Ausztrália: platinalemez         | 70.000  |
| Németország: platinalemez        | 30.000  |
| Új-Zéland: aranylemez            | 10.000  |